# Jiří Matys
Jiří Matys (27. října 1927 Bakov – 10. října 2016 Brno) byl český skladatel a hudební pedagog.

## Život
Pocházel z hudební rodiny. Jeho otec byl varhaníkem a učitelem hudby. Studoval hru na varhany na brněnské konzervatoři u Františka Michálka, následně v roce 1951 vystudoval kompozici na Hudební fakultě Janáčkovy akademie múzických umění v Brně. Po studiu v roce 1951 vykonal státní zkoušky ve hře na klavír.
V letech 1957–1960 byl ředitelem Lidové školy umění v Brně-Královo Pole, poté odešel do Ostravy. Spolupracoval s Ostravským kvartetem a ostravskou konzervatoří. Od roku 1969 vyučoval na brněnské konzervatoři úvod do skladby, obligátní klavír a korepetoval na tanečním oddělení. V letech 1996 až 2004 byl učitelem Taneční konzervatoře Brno.
Zemřel 10. října 2016 v Brně.

## Dílo
V jeho díle převažují komorní skladby. Kromě tradičních skladeb (7 smyčcových kvartetů, dechová kvinteta, sonáty) psal hudbu i pro netradiční nástrojové kombinace. Zkomponoval řadu sborových skladeb, mezi nimiž vynikají zejména dětské sbory. Hodnotná jsou jeho instruktivní díla pro klavír, zobcovou flétnu, housle, akordeon a další nástroje. Zkomponoval rovněž kantátu na slova lidové poezie Ty velické zvony, pro soprán, smíšený sbor a varhany, op. 17 (1954).
Z dalších skladeb:
Orchestrální skladby
- Jitřní hudba pro smyčcový orchestr, dvě trubky a bicí, op. 33 (1961-62)
- Hudba pro smyčcové kvarteto a orchestr (1971)
- Symfonická předehra pro velký orchestr (1973-74)
- Hudba pro smyčce (1982)
- Naléhavost času. Symfonický obraz pro violu a orchestr s recitací XV. sonetu W. Shakespeara (1986-87)

Melodramy
- Padlým v máji 1945, symfonický obraz pro velký orchestr a recitátora básně Jana Aldy, op. 7 (1949)
- Lyrické melodramy na slova Josefa Kainara pro recitátora a klavír, op. 22 (1957)
- Variace na smrt pro smyčcové kvarteto, lesní roh a mužskou a ženskou recitaci básně Milana Kundery, op. 27 (1959)
- Čtyřlístek pro Viléma Závadu, recitační cyklus s hudbou flétny (1979-80)
- Jarní bubnování. Melodram na slova Oldřicha Mikuláška s doprovodem klavíru (1999)
- Chvíle zastavení. 4 melodramy na básně Jiřího Wolkera s doprovodem flétny a violy (2004)
- To laštovka jaro odnáší... čínská poezie v překladech Bohumila Mathesia (2005)

## Ocenění
- Cena J. Suka ve Velké jubilejní soutěži SČS a ČHF (Sonáta pro violu a klavír, op. 16, 1956)
- Cena ve skladatelské soutěži SACEM/UPAC v Paříži (Preludium a variace pro akordeon, 1974)
- Cena Svazu českých skladatelů (Poetické věty III, 1978)
- Cena v mezinárodní soutěži Festivalu sborového umění Jihlava (Vysočině, 1993)
- Cena v soutěži duchovní hudby Českého rozhlasu Praha (Sonáta pro housle č. 3 "Variační", 1994)
- Cena města Brna - Královo Pole.